# Жуково (посёлок, городской округ Солнечногорск)
Жуково — посёлок в Московской области России. Входит в городской округ Солнечногорск.
Расположен в 8 км к югу от Солнечногорска. На окраине посёлка расположена железнодорожная станция Берёзки-Дачные.
Население — 1104 чел. (2010).

## История
- В середине XIX века в государственной деревне Жуково проживало 147 человек (62 мужчины, 85 женщин) в 24 дворах.
- 1911 год — 28 дворов, чайная и молочная лавки.
- 1926 год — 30 хозяйств, 123 человека (64 мужчины, 59 женщин). Одно из хозяйств — детская колония «Красная заря», где проживало 56 человек (51 мужчина, 5 женщин).
- 1932 год — 42 единоличных хозяйства, 184 жителя.
- 1966 год — 166 хозяйств, 497 жителей (215 мужчин, 282 женщины).
- январь 1998 года — 449 хозяйств, 1143 человека (совместно с птицефабрикой «Березки»)[2].

С 1994 до 2006 гг. деревня входила в Пешковский сельский округ Солнечногорского района.
С 2005 до 2019 гг. деревня включалась в Пешковское сельское поселение Солнечногорского муниципального района.
С 2019 года деревня входит в городской округ Солнечногорск, в рамках администрации которого относится с территориальному управлению Пешковское.

## Население
| 1852  | 1859  | 1890  | 1899 | 1926 | 1966 |
| ----- | ----- | ----- | ---- | ---- | ---- |
| 147   | ↗163  | ↘102  | ↘91  | ↗123 | ↗497 |
| 1998  | 2002  | 2010  |      |      |      |
| ↗1143 | ↘1133 | ↘1104 |      |      |      |